# Rezső Rozgonyi
Rezső Rozgonyi (né et mort à des dates inconnues) était un joueur de football hongrois, qui évoluait en tant que défenseur.

## Biographie
On sait peu de choses sur lui sauf qu'il fait partie de l'équipe hongroise qui participe à la coupe du monde 1934 en Italie.